# Elecciones municipales del Santa de 1995
Las elecciones municipales del Santa de 1995 se llevaron a cabo el 12 de noviembre de 1995 para elegir al alcalde y al Concejo Provincial del Santa para el periodo 1996-1998. La elección se celebró simultáneamente con elecciones municipales en todo el país.

## Sistema electoral
La Municipalidad Provincial del Santa es el órgano administrativo y de gobierno de la provincia del Santa. Está compuesta por el alcalde y el Concejo Provincial.
La votación del alcalde y el concejo se realiza en base al sufragio universal, que comprende a todos los ciudadanos nacionales mayores de dieciocho años, empadronados y residentes en la provincia del Santa y en pleno goce de sus derechos políticos, así como a los ciudadanos no nacionales residentes y empadronados en la provincia del Santa.
El Concejo Provincial del Santa está compuesto por 19 regidores elegidos por sufragio directo para un período de tres (3) años, en forma conjunta con la elección del alcalde (quien lo preside). La votación es por lista cerrada y bloqueada. Se asigna a la lista ganadora los escaños según el método d'Hondt o la mitad más uno, lo que más le favorezca.

## Composición del Concejo Provincial del Santa
La siguiente tabla muestra la composición del Concejo Provincial del Santa antes de las elecciones.
| Partidos | Partidos                               | Regidores |
| -------- | -------------------------------------- | --------- |
|          | Partido Aprista Peruano                | 11        |
|          | Lista Independiente N° 3 Región Chavín | 8         |

## Partidos y candidatos
A continuación se muestra una lista de los principales partidos y alianzas electorales que participaron en las elecciones:
| Candidatura | Candidatura | Partidos y alianzas                                                                 | Candidatos | Candidatos                 | Ideología                                | Resultado previo | Resultado previo | Ref. |
| Candidatura | Candidatura | Partidos y alianzas                                                                 | Candidatos | Candidatos                 | Ideología                                | Votos (%)        | Reg.             | Ref. |
| ----------- | ----------- | ----------------------------------------------------------------------------------- | ---------- | -------------------------- | ---------------------------------------- | ---------------- | ---------------- | ---- |
|             | AP          | Lista - Acción Popular (AP)                                                         |            | Sin información disponible | Humanismo Nacionalismo cívico Reformismo | Nuevo            | Nuevo            |      |
|             | IND         | Lista - Lista Independiente N° 5 Movimiento Independiente Región Chavín             |            | Guzmán Aguirre Altamirano  | Localismo santeño                        | Nuevo            | Nuevo            |      |
|             | IND         | Lista - Lista Independiente N° 7 Somos Renovación Progresista                       |            | Sin información disponible | Localismo santeño                        | Nuevo            | Nuevo            |      |
|             | IND         | Lista - Lista Independiente N° 9 Cambio Chimbote 95                                 |            | Sin información disponible | Localismo santeño                        | Nuevo            | Nuevo            |      |
|             | IND         | Lista - Lista Independiente N° 15 Alianza Popular Democrática de la Provincia Santa |            | Sin información disponible | Localismo santeño                        | Nuevo            | Nuevo            |      |
|             | IND         | Lista - Lista Independiente N° 17 Juntos para el Desarrollo                         |            | Sin información disponible | Localismo santeño                        | Nuevo            | Nuevo            |      |

Otros candidatos
| Partidos y alianzas | Partidos y alianzas                                                                 | Candidatos                 |
| ------------------- | ----------------------------------------------------------------------------------- | -------------------------- |
|                     | Lista Independiente N° 3 Movimiento Independiente Alternativa 2000                  | Sin información disponible |
|                     | Lista Independiente N° 11 Movimiento Independiente del Santa                        | Sin información disponible |
|                     | Lista Independiente N° 13 Cambio Municipal                                          | Sin información disponible |
|                     | Lista Independiente N° 19 Juventud Cambio 95                                        | Sin información disponible |
|                     | Lista Independiente N° 21 Movimiento Independiente Nueva Imagen Democrática Liberal | Sin información disponible |
|                     | Lista Independiente N° 23 Movimiento Independiente Nacional                         | Sin información disponible |
|                     | Lista Independiente N° 25 Movimiento Independiente Alternativa 1                    | Sin información disponible |

## Resultados

### Sumario general
|                        |                                                                                     |              |              |              |           |           |
| Partidos y coaliciones | Partidos y coaliciones                                                              | Voto popular | Voto popular | Voto popular | Regidores | Regidores |
| Partidos y coaliciones | Partidos y coaliciones                                                              | Votos        | %            | ±pp          | Total     | +/−       |
|                        | Lista Independiente N° 5 Movimiento Independiente Región Chavín                     | 41,439       | 31.77        | n/a          | 10        | +10       |
|                        | Lista Independiente N° 7 Somos Renovación Progresista                               | 31,456       | 24.12        | n/a          | 4         | +4        |
|                        | Lista Independiente N° 17 Juntos para el Desarrollo                                 | 14,556       | 11.16        | n/a          | 2         | +2        |
|                        | Lista Independiente N° 15 Alianza Popular Democrática de la Provincia Santa         | 13,880       | 10.64        | n/a          | 2         | +2        |
|                        | Lista Independiente N° 9 Cambio Chimbote 95                                         | 8,000        | 6.13         | n/a          | 1         | +1        |
|                        | Lista Independiente N° 21 Movimiento Independiente Nueva Imagen Democrática Liberal | 5,259        | 4.03         | n/a          | 0         | ±0        |
|                        | Lista Independiente N° 3 Movimiento Independiente Alternativa 2000                  | 4,741        | 3.63         | n/a          | 0         | ±0        |
|                        | Lista Independiente N° 23 Movimiento Independiente Nacional                         | 2,575        | 1.97         | n/a          | 0         | ±0        |
|                        | Lista Independiente N° 13 Cambio Municipal                                          | 2,394        | 1.84         | n/a          | 0         | ±0        |
|                        | Lista Independiente N° 19 Juventud Cambio 95                                        | 1,815        | 1.39         | n/a          | 0         | ±0        |
|                        | Lista Independiente N° 11 Movimiento Independiente del Santa                        | 1,725        | 1.32         | n/a          | 0         | ±0        |
|                        | Lista Independiente N° 25 Movimiento Independiente Alternativa 1                    | 1,690        | 1.30         | n/a          | 0         | ±0        |
|                        | Acción Popular (AP)                                                                 | 904          | 0.69         | n/a          | 0         | ±0        |
|                        |                                                                                     |              |              |              |           |           |
| Total                  | Total                                                                               | 130,434      |              |              | 19        | ±0        |
|                        |                                                                                     |              |              |              |           |           |
| Votos válidos          | Votos válidos                                                                       | 130,434      | 82.57        | –17.43       |           |           |
| Votos en blanco        | Votos en blanco                                                                     | 11,864       | 7.51         | +7.51        |           |           |
| Votos nulos            | Votos nulos                                                                         | 15,678       | 9.92         | +9.92        |           |           |
| Votos emitidos         | Votos emitidos                                                                      | 157,976      | 75.86        | +23.03       |           |           |
| Abstenciones           | Abstenciones                                                                        | 50,277       | 24.14        | –23.03       |           |           |
| Votantes registrados   | Votantes registrados                                                                | 208,253      |              |              |           |           |
|                        |                                                                                     |              |              |              |           |           |
| Fuente:                |                                                                                     |              |              |              |           |           |

## Elecciones municipales distritales

### Resultados por distrito
La siguiente tabla enumera el control de los distritos de la provincia del Santa. El cambio de mando de una organización política se resalta del color de ese partido.
| Distrito         | Alcalde(sa) titular                                      | Partido político                                         | Partido político                                         | Alcalde(sa) electo(a)     | Partido político | Partido político          |
| ---------------- | -------------------------------------------------------- | -------------------------------------------------------- | -------------------------------------------------------- | ------------------------- | ---------------- | ------------------------- |
| Cáceres del Perú | Wilfredo Gambini Escudero                                |                                                          | Partido Aprista Peruano                                  | Wilfredo Gambini Escudero |                  | Lista Independiente N° 27 |
| Coishco          | Juan Vásquez Cruzado                                     |                                                          | Partido Aprista Peruano                                  | Juan Vásquez Cruzado      |                  | Lista Independiente N° 31 |
| Macate           | Miguel Contreras Gonzales                                |                                                          | Partido Popular Cristiano                                | Víctor Arteaga Martínez   |                  | Lista Independiente N° 33 |
| Moro             | Elsie Rincón Núnez de Torres                             |                                                          | Lista Independiente N° 3                                 | Porfirio Villón Sotelo    |                  | Lista Independiente N° 15 |
| Nepeña           | David Collantes Diestra                                  |                                                          | Amistad y Cambio                                         | Luis Collazos Mateus      |                  | Lista Independiente N° 17 |
| Nuevo Chimbote   | Creación del distrito (Ley N° 26318, 27 de mayo de 1994) | Creación del distrito (Ley N° 26318, 27 de mayo de 1994) | Creación del distrito (Ley N° 26318, 27 de mayo de 1994) | Luisa Gadea de Alegre     |                  | Lista Independiente N° 51 |
| Samanco          | Jaime Casana Escobedo                                    |                                                          | Partido Popular Cristiano                                | Teodoro Casana Escobedo   |                  | Lista Independiente N° 17 |
| Santa            | Eugenio Jara Acosta                                      |                                                          | Partido Aprista Peruano                                  | Segundo Buiza Santos      |                  | Lista Independiente N° 5  |